# Kalamazoo (Michigan)
Pour les articles homonymes, voir Kalamazoo.
La ville de Kalamazoo (en anglais [ˌkæləməˈzuː]) est le siège du comté de Kalamazoo, dans l’État du Michigan, aux États-Unis. Sa population s’élevait à 74 262 habitants lors du recensement de 2010, estimée à 75 807 habitants en 2017.

## Histoire
Les premiers Européens à arpenter la région furent Jacques Marquette et René Robert Cavelier de La Salle, au cours du XVIIe siècle, à l'époque de la Nouvelle-France.

## Géographie
La ville est située sur les rives de la rivière Kalamazoo.

## Enseignement

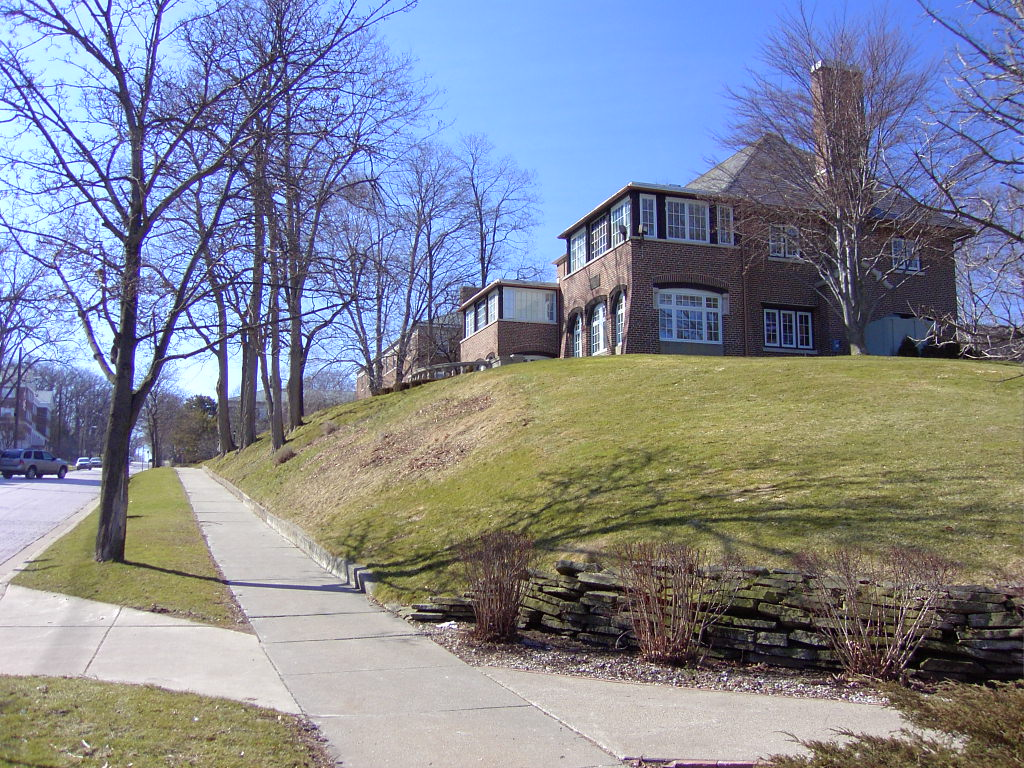
Kalamazoo College, école supérieure d'enseignement général

La ville abrite entre autres l'université de l'Ouest du Michigan (WMU) et le Kalamazoo College.

## Économie
Parmi les entreprises les plus connues à l'étranger ayant ou ayant eu leur siège à Kalamazoo figurent les guitares Gibson (anciennement car l'entreprise a déménagé à Nashville en 1984), les guitares Heritage, la Stryker Corporation et la Checker Motors Corporation (en) (fabricant des Checker Taxi (en)).

## Transports
Kalamazoo possède un aéroport (Kalamazoo-Battle Creek Int., code IATA : AZO).

## Évêché catholique
- Diocèse de Kalamazoo
- Liste des évêques de Kalamazoo
- Cathédrale Saint-Augustin de Kalamazoo

## Jumelages
- Kingston (Jamaïque)
- Numazu (Japon)
- Pouchkine (Russie)

## Personnalités liées à la ville
- Madelon Stockwell, première femme admise à l'université du Michigan (février 1870).

## Homonymie
La société française Kalamazoo, basée près de Bordeaux, était spécialisée dans l'informatisation des hôpitaux publics et des maisons de retraite durant les années 1990 et 2000.

## Source
- (en) Cet article est partiellement ou en totalité issu de l’article de Wikipédia en anglais intitulé « Kalamazoo, Michigan » (voir la liste des auteurs).

1. ↑  Bernadette Broustet, « Kalamazoo, spécialiste de l'informatique hospitalière, double de taille », sur lesechos.fr (consulté le 18 juillet 2025).